# Jalingo
Jalingo är en stad i östra Nigeria, vid foten av Shebshibergen och cirka fyra mil sydost om floden Benue. Den är administrativ huvudort för delstaten Taraba och hade vid folkräkningen 1991 ett invånartal på 67 226. Jalingo blev delstatshuvudstad när delstaten Gongola delades i Adamawa och Taraba.
Jalingo är en marknadsstad, och har vägnät till Yola och Wukari.